# Șoldănești (distrikt)
Șoldănești ( moldaviska: Raionul Șoldănești) är ett distrikt i Moldavien. Det ligger i den norra delen av landet. Antalet invånare är 41 284. Arean är 598 kvadratkilometer.
Administrativ huvudort är Șoldănești.